# Kalmár László Számítástechnikai Szakközépiskola
A Kalmár László Számítástechnikai Szakközépiskola (korábban Hámán Kató Leánygimnázium, majd Hámán Kató Közgazdasági Szakközépiskola) budapesti középiskola volt, Budapest II. kerületében a Jurányi utca 1. alatt.

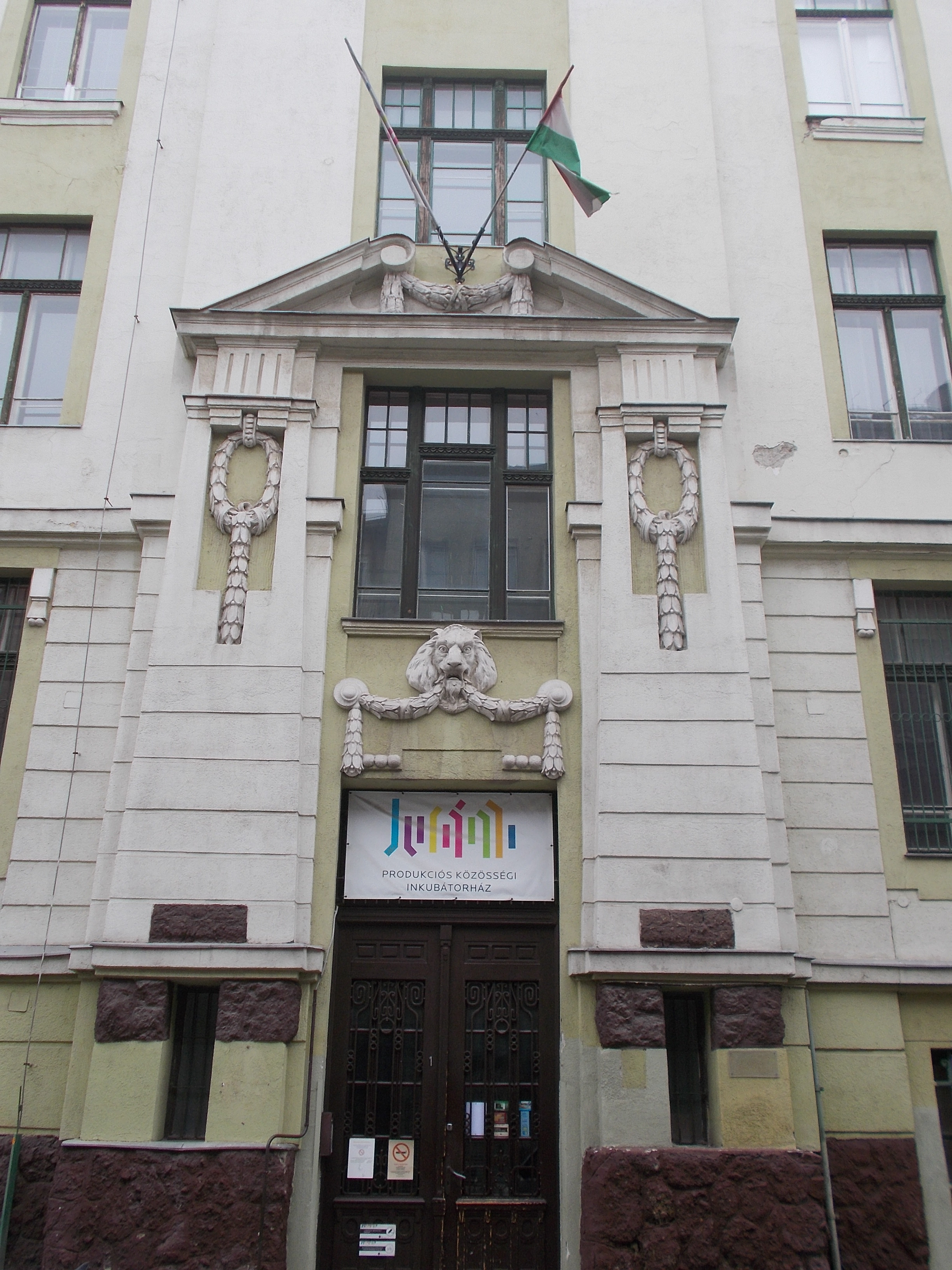
Az épület egyik bejárata 2015-ben

## Története
Az iskola jogelődjét 1884-ben a belvárosi Lipót utcában [ma: Váci utca (a Duna utca és Szarka utca közötti része)] hozták létre, Lipót utcai polgári leányiskola néven. 1895-ben ebből alakult meg az ország első leánygimnáziuma a Lipót utcai felsőbb leányiskola. Az ország első számítástechnikai szakközépiskolája volt. 2007-ben a Fővárosi Közgyűlés John Emese javaslatára megszüntette az iskolát és a Bláthy Ottó Títusz Szakközépiskolába olvasztotta. A 2009-ben megüresedett Jurányi utcai épületbe 2012-ben költözött a Függetlenül Egymással Közhasznú Egyesület (Füge Produkció) és nyitotta meg kulturális intézményként az azóta üzemelő Jurányi Produkciós Közösségi Inkubátorházat.

### Az iskola nevei
- 1895–1906: Lipót utcai felsőbb leányiskola (az ország első leánygimnáziuma)
- 1906–1917: Budapest, IV. ker. községi felsőbb leányiskola és leánygimnázium
- 1917–1931: Budapest, IV. ker. községi leánygimnázium
- 1931–1949: Budapesti IV. ker. községi Gizella leánygimnázium
- 1949–1950: II. kerületi Állami Gizella Leánygimnázium
- 1950–1954: Koltói Anna Leánygimnázium
- 1954–1970: Hámán Kató Leánygimnázium[5]
- 1965–1991: Hámán Kató Közgazdasági Szakközépiskola[6]
- 1991–2007: Kalmár László Számítástechnikai Szakközépiskola
- 2007-től a jogutód intézmény a BMSZC Bláthy Ottó Titusz Informatikai Technikum

### Az iskola címei
- 1884–1941 IV. kerület, Lipót, majd Váci utca 43.[7]
- 1941–1945 II. kerület, Szilágyi Erzsébet fasor, majd XII. kerület, Németvölgyi úti iskola (ideiglenesen)
- 1945–2009 II. kerület, Jurányi utca 1.[8]

### Az iskola épülete
Baumgarten Sándor műépítész tervei szerint 1911–12-ben épült. Itt működött:
- 1912–1937: Budapest Székesfővárosi II. Kerületi Szegényház Utcai Községi Elemi Népiskola.
- 1916–1924: Székesfővárosi II. kerületi Községi Női Felső Kereskedelmi Iskola.
- 1924–1949: Budapest Székesfővárosi II. kerületi Jurányi utcai Községi Árpádházi Boldog (1943-tól Szent) Margit Kereskedelmi Leányközépiskola.

- 2012 óta a Jurányi Produkciós Közösségi Inkubátorház működik az épületben.

### Az iskola igazgatói
- 1945–1947: Alexits György
- 1947–1949: Vörös István
- 1950–1951: Juhász Imre
- 1951–1957: Hollós Istvánné
- 1957–196?: Juhász Imre
- 196?–1978: Jámbor Gyula
- 1978–1996: Jancsó Ferenc
- 1996–2007: Stúr Dénesné

## Az iskola híres diákjai
- Ambrus Kyri, 1963/E, előadóművész, énekes
- Árvai István, 1990/E, erőemelő
- Balázs Klára, 1958, kertészmérnök
- Balla Mária, 1963/A, úszó, edző
- Ballner Péter, 1990/D, karikaturista, webszerkesztő, webdesigner
- Bánsági Ildikó, 1966/F, színművész
- Barabás Kiss Zoltán, 1989/B, színművész
- Barra Mária, 1968/E, bemondó, újságíró, tanár
- Berecz Ilona, 1966/D, műkorcsolyázó, edző, sportvezető
- Bernáth József, 1993/B, zenész
- Cake-Baly Marcelo, 1979/C, alkalmi filmszínész
- Csabai Károly, 1983/C, újságíró
- Dallos Szilvia, 1953/E, színművész
- Dobrás Zsófia, 1969, szerkesztő, kritikus, műfordító
- Ducza Anikó, 1960/C, olimpiai bronzérmes tornász, edző
- Egerváry Márta, 1961/B, Európa-bajnoki bronzérmes úszó olimpikon, orvos
- Erős Attila, 1992/C, zenész, zenei rendező
- Fürst György, 1989/A, politikus, Budapest-Terézváros volt alpolgármestere
- Gál Csaba, 1993/A, Tápiószecső polgármestere
- Hegyi Gyula, 1969/A, politikus, újságíró
- Illés Gyöngyvér, 1954, kertészmérnök, könyvszerkesztő
- Juhász Sára, 1944 Ybl Miklós-díjas építész
- Kállai Lajos, 1991/B, lemezlovas
- Kámán Viktor, 1993/A, zenész, lemezkiadó
- Kangyerka Katalin, 1958, tornász, tornaedző, testnevelő tanár
- Karsai Ferenc, 1982/C magyartanár, újgörög filológus
- Kayser Márta (Bakosné), 1966/F, középiskolai tanár
- Kékesi László 1970/C, zenész (P. Mobil, Mobilmánia, Bajnok Rock Team)
- Kiss Margit, 1965/E, válogatott kosárlabdázó
- Kovács Kálmán, 1979/A, lemezlovas, műsorvezető
- Králik György, 1983 Orgware Kft., Ügyvezető igazgató
- Krencsey Marianne, 1950, színésznő
- Lamm Vanda, 1963/B, jogász
- Madarász Csilla, 1961/C, úszó olimpikon, edző, testnevelő tanár
- Margittai Ágnes, 1966/E, főiskolai docens
- Mező György Archiválva 2017. április 22-i dátummal a Wayback Machine-ben, 1983/A, informatika tanár (Neumann János Szki.)
- Mészáros Gábor, 1979/A, zenész
- Ofner László, 1989/B, lemezlovas
- Orphanides Magdolna, 1961/B, síelő, vitorlázó
- Rick Nóra, 1963/E, szerkesztő
- Sebő Ágota, 1952/A, Európa-bajnok úszó, edző
- Sófalvi Melánia, 1963/B, vágó
- Soós Katalin, 1954, vegyészmérnök
- Spiegelhalter László, 1990/E, Spigiboy, lemezlovas, Vácrátót polgármestere (2014–)
- Szabó Péter, 1983/A, VAR Kereskedelmi és Szolgáltató Kft., ügyvezető igazgató
- Tóth Gyula, 1982/D, zenész, a Stúdió 11 zenekarvezetője
- Varga Mária, 1967/D, négyszeres magyar bajnok kosárlabdázó
- Vígh Hermann László, 1983/A, Independent Computer & Network Security Professional
- Voith Ágnes, 1962/C, színművész
- Závory Andrea, 1971/D, színész, előadóművész
- Zomborka Márta, 1978/D, néprajzkutató, múzeumigazgató
- Zsohovszky Piroska, 1971/D, hegymászó